# Yarock (přehrávač)
Yarock je svobodný a otevřený přehrávač zvuku pro Linux. Napsán je v programovacím jazyku C++, je založen na knihovně Qt a používá multimediální framework Phonon. Je vydán za podmínek GNU General Public License.
Moderně vypadající přehrávač má v sobě obsaženu spoustu funkcí, jež nezávisí na nějakém určitém prostředí pracovní plochy. Yarock je navržen (minimalismus rozhraní) tak, aby zastal lehce ovladatelný (intuitivní) a hezký prohlížeč hudby založený na obalech hudebních alb. Dá se snadno sestavit ze zdrojových souborů. Je k tomu potřeba jen málo dalších závislostí (balíčků). Nabízí na výběr z několika různých zvukových podpůrných vrstev.

## Základní vlastnosti
- Databáze pro hudební sbírku (SQLite 3)
- Procházení místní hudební sbírky podle obalů
- Snadné hledání v hudební sbírce a její filtrování
- Spravování oblíbených položek (album, umělec)
- Přehrávání hudby přímo ze sbírky nebo řady skladeb určených k přehrání
- Jedna řada skladeb určených k přehrání
- Chytrý vyvíječ seznamů skladeb
- Podpora pro hudební soubory ve formátech MP3,OGG (Ogg Vorbis), FLAC (závisí na podpůrné vrstvě Phonon)
- Podpora pro nahrávání/ukládání souborů se seznamy skladeb (m3u, pls, xspf)
- Přehrávání datových proudů internetových rádií (TuneIn, Radionomy, Dirble, ...)
- Podpora značek Mp3Gain pro normalizaci hlasitosti
- Stahování obalů alb
- Odesílání informací o přehrávaných skladbách LastFM
- Rozhraní příkazového řádku, rozhraní MPRIS
- Čisté a jednoduché uživatelské rozhraní
- Žádné závislosti na GNOME nebo KDE[1][3][4]

## Vlastnosti podrobně

### Prohlížeč hudby
- Procházení místní hudební sbírky podle obalů s více pohledy: umělci, alba (skladby), žánr, zobrazení roků, složky a soubory
- Chytrý vyvíječ seznamů skladeb
- Jednoduché přetažení z prohlížeče hudby do řady skladeb určených k přehrání
- Snadné hledání v hudební sbírce a její filtrování
- Hodnocení skladeb, alb nebo umělců
- Ukládání hodnocení písní a počtů přehrání
- Podpora pro více hudebních sbírek

### Přehrávání zvuku
- Více zvukových podpůrných vrstev (Phonon, VLC, MPV)
- Podpora pro udržení hlasitosti skladeb - vyrovnání hlasitosti (Replay Gain) (Phonon)
- Přehrávání bez mezer (Phonon, Gstreamer, MPV)
- Podpora pro hudební soubory MP3, OGG (Ogg Vorbis), FLAC, WMA, MPEG-4, AAC (závisí na zvukové podpůrné vrstvě)
- Zvukový ekvalizér

### Uživatelské rozhraní
- Řada skladeb určených k přehrání s obaly a hodnocením
- Režim malého okna
- Rozhraní MPRIS 2
- Oznámení na pracovní ploše
- Podpora pro multimediální klávesy
- Rozhraní příkazového řádku

### Příjem internetových rádií
- Podpora pro služby poskytující datové proudy (TuneIn, ShoutCast, Dirble)
- Vyhledávání s pomocí služeb TuneIn/Dirble
- Ukládání oblíbených rádií

### Zobrazení souvisejících údajů
Díky začleněným službám (Echonest, DiscoGs, LastFM, služby poskytující texty písní) poskytuje zobrazení souvisejících údajů užitečné informace.
- Životopisné údaje umělců
- Podobní umělci
- Obsah alb a obaly k nim

Texty písní